# Achille Tarsia Incuria
Achille Tarsia Incuria (Conversano, 20 dicembre 1912 – Bari, 7 gennaio 2005) è stato un avvocato, politico, dirigente sportivo, sindacalista e giornalista italiano.
Fu un illustre avvocato barese e si distinse nella seconda guerra mondiale, combattendo prima tra le forze dell'Asse e poi per il Governo Badoglio; in quest'ultimo frangente ebbe un ruolo importante nella liberazione del porto di Bari dall'esercito tedesco, avvenuta il 9 settembre 1943. Nel secondo dopoguerra fu anche membro del Movimento Sociale Italiano, partito per cui fu parlamentare dal 1975 al 1976. Fu inoltre legato alla squadra di calcio del Bari per poco più di otto anni e dal 1953 al 1956 ne fu presidente, favorendone due promozioni consecutive dalla IV Serie alla Serie B.

## Biografia e attività professionale

### La giovinezza e la formazione
Nato in una famiglia di provincia, sin da bambino mostrò interesse per vari sport: l'equitazione, il ciclismo, il podismo e il calcio. Si diplomò al liceo classico in un collegio di Conversano (la città natale); si laureò in Giurisprudenza nel 1936. Quindi svolse l'attività di avvocato e successivamente, dopo la guerra si laureò in Scienze Politiche.

### Direttore di redazione e sindacalista agricolo
Dopo la laurea entrò nella “Confederazione Sindacale dei Lavoratori dell’Agricoltura”, dirigendo poi il quindicinale agricolo “La Murgia” e collaborando con La Gazzetta del Mezzogiorno e con il “Lavoro Fascista”. Per la sua specializzazione nel campo dell'emigrazione agricola, fu inviato in Tripolitania e Cirenaica, in occasione dell'emigrazione delle 20000 famiglie coloniche italiane, programmata dall'allora governatore della Libia Italo Balbo.

### L'attività militare
Svolse il servizio di leva nella scuola allievi ufficiali di complemento di Moncalieri, dove fu promosso sottotenente. Sempre da militare partecipò alla guerra d’Etiopia e alla guerra civile spagnola.
All'entrata in guerra dell'Italia nel secondo conflitto mondiale, si arruolò volontario e combatté nella campagna di Grecia con la “Divisione Bari”, rimanendo gravemente ferito. Per il servizio reso in guerra fu decorato al valore militare.
Dopo l'annuncio dell'armistizio dell'8 settembre 1943, ancora militare e con il grado di capitano, rimase di servizio a Bari e fedele al re. Il 9 settembre dello stesso anno (giorno successivo all'annuncio dell'armistizio), combatté con il generale Nicola Bellomo nella liberazione del porto di Bari dalle divisioni della Wehrmacht tedesca, intenzionate a danneggiare le attrezzature portuali, per ritardare lo sbarco delle forze alleate. Preso alla caserma "Domenico Picca" di Bari, il comando di ventotto soldati del 48º reggimento fanteria (cui si aggiunsero diversi volontari civili), con la sua squadra Achille aggirò le ingenti forze tedesche appostate sul lungomare ed entrò nella città vecchia dove fece diversi prigionieri e partecipò, dalla muraglia del centro storico, alla guerriglia contro i nazisti(in seguito agli scontri, dopo una trattativa, alle truppe teutoniche fu concesso di lasciare la città, mantenendo intatte le apparecchiature portuali).
Dopo la guerra si congedò dall'esercito.

### L'attività politica
Nel dopoguerra, dopo aver conseguito anche la laurea in Scienze Politiche, nel 1946 s'iscrisse al Movimento Sociale Italiano, partito politico della Destra italiana. Nel 1952 divenne assessore allo sport e al turismo del Comune di Bari, nella giunta monarchico-missina presieduta dal sindaco Francesco Chieco (in questo stesso mandato fu anche vice sindaco). Dal 23 settembre del 1975 al 4 luglio 1976 (durante la VI Legislatura) fu deputato alla Camera dei deputati nel gruppo “Movimento Sociale Italiano – Destra Nazionale”. Fu inoltre consigliere regionale della Puglia.

### Dirigente sportivo
Nel 1953, da assessore allo sport del Comune di Bari venne nominato presidente dell'Associazione Sportiva Bari, la società della prima formazione calcistica del capoluogo pugliese, commissariata dal Comune da due anni (in mancanza di un gruppo imprenditoriale che ne detenesse la proprietà) e militante da un anno in IV Serie, dopo un'escalation di retrocessioni iniziate dalla Serie A tre anni prima. Alla guida del Bari, discostandosi dalle politiche di mercato degli anni precedenti (che guardavano più ai “grandi nomi”), basò la compravendita dei calciatori sul risparmio e sull'acquisto di atleti con caratteristiche ben precise ed esperti delle serie minori (uno degli acquisti effettuati nel suo primo anno di presidenza fu quello del centrocampista Mario Mazzoni, poi rimasto per dieci anni tra i galletti e particolarmente apprezzato dai tifosi biancorossi). Il Bari ottenne quindi due promozioni consecutive: una in Serie C, nella stagione 1953-1954 e una in Serie B nella stagione successiva (l'anno sportivo '55-'56 fu invece impostato come anno “di stabilizzazione” nella serie cadetta). Il 15 novembre 1956 l'assemblea dei commissari dell'A.S. Bari votò come successore di Achille l'avvocato Gianfranco Brunetti; Tarsia Incuria diventava vice presidente assieme al commendator Rocco De Simini e mantenne questa carica per quattro anni e mezzo. Proprio per aver agevolato la "risalita" del Bari dalle serie dilettantistiche alla Serie B è ricordato dalla storiografia del calcio barese come "uomo della rinascita biancorossa".

### Altre attività
Sempre a Bari, fu presidente per oltre trent'anni del Circolo Unione e più volte presidente del Lions Club di Bari.